# Otäcka odjur
Otäcka odjur (engelska: Fierce Creatures) är en amerikansk-brittisk komedifilm från 1997, i regi av Fred Schepisi och Robert Young. I huvudrollerna ses John Cleese, Jamie Lee Curtis, Kevin Kline och Michael Palin. 

## Handling
Filmen utspelar sig i och kring ett brittiskt zoo med ekonomiska problem, som köps av ett amerikanskt företag. Företagets ägare, Rod McCain, låter sin son, Vince, driva zooet och öka vinsterna, vilket han gör genom moraliskt tvivelaktig marknadsföring.

## Om filmen
Manuset skrevs av John Cleese och Iain Johnstone, tillsammans med William Goldman, som dock inte nämns i eftertexterna. Filmen är en andlig uppföljare till En fisk som heter Wanda. 

## Rollista i urval
- John Cleese - Rollo Lee
- Jamie Lee Curtis - Willa Weston
- Kevin Kline - Vince McCain/Rod McCain
- Robert Lindsay - Sydney Lotterby
- Michael Palin - Adrian 'Bugsy' Malone
- Ronnie Corbett - Reggie, ansvarig för sjölejon
- Carey Lowell - Cub, ansvarig för kattdjur
- Bille Brown - Neville
- Cynthia Cleese - Pip, ansvarig för små däggdjur
- Jack Davenport - lärling